# Georges Daumezon
Georges Daumezon (1912- 1979), psiquiatra francês, desempenhou um papel importante na história da psiquiatria francesa por suas contribuições e invenções. Seu nome restará ligado à sua vontade de mudar as condições de vida dos doentes e, por conseguinte, de transformar o hospital numa instituição terapêutica. 

## Biografia
Georges Daaumezon estudou nas universidades de Montpellier e Paris. Licenciado em Direito em 1932, obteve o doutorado de medicina em 1935, após a defesa de uma tese sobre o estatuto dos enfermeiros dos asilos públicos. Interno dos hospitais psiquiátricos de Paris, entre 1933 e 1937, tinha apenas 26 anos ao ser nomeado, em 1938, diretor do atual ‘’Centro Hospitalar Departamental Georges Daumézon’’, responsabilidade que exerceu até 1951. 
Nos primeiros anos de 1960, sob a direção de Henri Ey, G. Daumezon, L.Bonnafé, J.Ayme, R.Misès, S.Leclaire e A.Green, começou a elaborar "uma redefinição geral do campo da psiquiatria(…) a partir de três temas : a formação dos psiquiatras, a reforma da lei de 1838 e da perícia, e enfim o problema da separação da neurologia e da psiquiatria" [1] .
Em Outubro de 1966, tornou-se médico-diretor do hospital Henri Rousselle , dirigindo-o até 1979, data de sua morte. 
Entre os grandes nomes que marcaram este período, notemos especialmente os de Henry Ey e de Lacan. Por ocasião do Cinquentenário do Hospital Henri Rousselle em 1972, Jacques Lacan agradeceu a hospitalidade de Georges Daumezon[2].
Em 1998,  o Hospital de Fleury-les-Aubrais passou a ser chamado Hospitalar Departamental Georges Daumezon, em homenagem àquele que ali começou sua carreira e que o dirigiu durante 13 anos [3]. 

## Realizações
- Em 1936, Georges Daumezon denunciou  o caráter alienante do hospital psiquiátrico e criou a terapia ocupacional. [4], conforme G. Courant.
- Em 1947, criou  o primeiro jornal num hospital psiquiátrico francês, propagando suas ideias sobre a formação dos enfermeiros.
- Em 1949, organizou os primeiros estágios de formação para enfermeiros no CEMEA (Centros de Treinamento aos Métodos de Educação Ativa), em Paris.[5].
- Em 1951, no hospital da ‘’Maison Blanche’’, G. Daumezon encontrou dois internos, Philippe Paumelle e Philippe Koechlin.
- Em 1952, a colaboração entre os três psiquiatras levou-os  a inventar o conceito de ‘’Psicoterapia Institucional’’.
- Em 1967, Georges Daumezon  criou no Hospital Henri Rousselle, o primeiro C.P.O.A. (Centro Psiquiátrico de Orientação e Acolhimento). "[6]. O psiquiatra e psicanalista Charles Melman foi seu primeiro diretor.

## OBRA

### Livros
- Benoît et G. Daumezon:  Apport de la psychanalyse à la sémiologie psychiatrique  (  Contribuição da psicanálise à semiologia psiquiátrica), Masson, Paris, 1970. Este trabalho foi discutido  no Congresso de Psiquiatria e de Neurologia de língua francesa , LXVIII Sessão, Milão, 7-12 setembro 1070.
- Georges  Daumezon,  Lucien Bonnafé. : O internamento, conduta primitiva da sociedade face ao doente mental, pesquisa de uma atitude mais evoluída. Publicação em Documents de l’Information Psychiatrique, 1 volume, 108 páginas, editor Des clées de Brower, Paris, 1946.

### Artigos
- Tese de doutorado em medicina : Os problemas do pessoal dos asilos de alienados, 1935.
- Daumezon G. , Koechlin P.,  Psychothérapie française institutionnelle contemporaine, (Psicoterapia francesa institucional contemporânea), publicação nos Anais Portugueses de Psiquiatria, volume IV, n° 4, páginas 721-312, 1952.
- Daumezon G.: Action individuelle de la psychothérapie collective(Ação individual da psicoterapia coletiva),  revista Évolution psychiatrique , n°3,475-506, 1952.
- Daumezon G., Tosquelles F.,Paumelle Ph.: Travail thérapeutique(Trabalho terapêutico), publicado na Encyclopédie médico-chirurgicale, Paris, H. Ey ed.Psychiatrie, III, 37930, A 20, 1955.
- Léculier P., Daumezon G. : L’Expertise psychiatrique (Perícia psiquiátrica), EMC (Encyclopédie Médico-Chirurgicale), socio-psychiatrie, 37770 A 10, 1-13,1955.
- Daumezon G., G. Lanteri-Laura: Signification d’une sémiologie phénoménologique(Significação de uma semiologia fenomenológica), revista  L’Encéphale, n° 5, páginas 478-511,1961.
- Daumezon G., Lantéri-Laura G., Melle Lebeau et Brabant G.: Le test de Rorschach et la conscience imageante(O teste de Rorschach e a consciência imagística) ,revista Annales Médico Psychologique,119 n°1, 833-864, 1961.
- Daumezon G., Lantéri-Laura G. : A Obra psiquiátrica, Paris, PUF, em A significação semiológica do automatismo mental de Clérembault, Recherches sur les maladies mentales, 1, páginas 61-92, 1961.
- Daumezon G. : Les états régressifs aigus chez les personnes âgées (Os estados regressivos agudos nas pessoas idosas), artigo publicado nas Recherches sur les maladies mentales, páginas  9-31 Imprimerie municipale, Paris, 1961.
- Broussolle P., Daumezon G. : Modificações nos regulamentos das perícias psiquiátricas, EMC, socio-psychiatrie, 37770 A20, 1963.
- Daumezon G. :  Problemas sobre a psiquiatria de setor na França, L’information Psychiatrique, 9,  páginas 653-662,1964.
- Daumezon G. : Ambiguïtés autour de la sémiologie dans la psychiatrie contemporaine(Ambigüidades em torno da semiologia  na psiquiatria contemporânea), em Annales Médico-Psychologiques, T. 2, N°5, Paris ,1964.
- Daumezon G. : Necessidade de uma lei cadre adaptada à saúde mental, comunicação feita na Société Médico-Psychologique de Paris, publicada nos Annales Médico-Psychologiques ,1967.
- Daumezon G. : Enfraquecimento do papel do médico nas instituições psiquiátricas, comunicação feita na ‘’Société  Médico-Psychologique de Paris’’, publicada nos Annales Médico-Psychologiqes’’, 1972.
- Agussol P., Daumezon G. : O psiquiatra e a nova lei sobre o divórcio, publicação na L’information psychiatrique, Vol.52, n°9, páginas 1109-1121, 1976.
- Daumezon G. : Psiquiatria e ética, o psiquiatra em face do doente, da sociedade e dele-mesmo, Privat editor, Toulouse, páginas 9-25,1979.
- Daumezon G. : Legitimidade do interesse pela história da psiquiatria, publicação na L’information psychiatrique, volume 56, N°5, págians 647-652, 1980.

## Números especiais
- Número especial da revista Information Psiquiátrica, consagrado a Georges Daumezon, volume 56, na 5, Junho 1980, Privat editor.
- Daumezon G. ‘’Survol ‘': Introdução e apresentação do livro:'’Cinquantenaire de L’Hôpital Henri Rousselle, 1922-1972 (Cincoentenário do hospital Henri-Rousselle),1922-1972, editado pelos laboratórios Sandoz, Imprimerie-Reliure Maison Mame, Tours, França,páginas 7-22,  1973.